# Cryptocercus
Cryptocercus ist eine Gattung der Schaben. Sie wird von den meisten Autoren monotypisch, d. h. als einzige Gattung in die Familie Cryptocercidae gestellt, die dann der Überfamilie Blattoidea zugeordnet wird. Teilweise wird zwischen diesen Taxonen noch die ebenfalls monotypische Epifamilie Cryptocerciodae platziert. Die Gattung hat vor allem als mögliche Schwestergruppe und als Modellorganismus für die Evolution der Termiten große wissenschaftliche Aufmerksamkeit gefunden. Über Cryptocercus sind einige hundert wissenschaftliche Veröffentlichungen erschienen.

## Merkmale
Die Arten sind von ovalem, geschlossenen Körperumriss, hoch gewölbt und in beiden Geschlechtern flügellos, sie erinnern bei oberflächlicher Betrachtung an Asseln oder Saftkugler (Glomeridae). Die Färbung ist schwarz oder schwarzbraun, die Nymphen sind heller (rotbraun) gefärbt und ähneln den Adulti ansonsten sehr. Der Kopf sitzt, wie häufig bei Schaben, etwas hängend unter dem Halsschild (Pronotum) und ist von oben kaum sichtbar. Die Beine sind relativ kurz, aber kräftig und tragen auffallende Dornenreihen. Die Antennen sind von mäßiger Länge und reichen zurückgelegt etwa bis zur Körpermitte. Die Körperoberfläche ist etwas glänzend und trägt an bestimmten Stellen kleine Dörnchen. Die Tiere sind je nach Art zwischen zwei und drei Zentimeter lang. Die verschiedenen Arten sind untereinander morphologisch außerordentlich ähnlich und nur durch den Feinbau der Genitalien unterscheidbar. Einige Formen sind nicht auf morphologischer Basis, sondern nur anhand von DNA-Sequenzen als "Arten" unterschieden worden (kryptische Arten). Der Artstatus dieser Populationen wird von anderen Forschern bestritten.

## Lebensweise
Cryptocercus-Arten leben in am Boden liegenden, teilweise zersetzen Ästen und Baumstämmen (Totholz) in Wäldern der gemäßigten Klimazone (temperat). Besiedelt wird ein breites Spektrum an Baumarten, sowohl Laub- wie auch Nadelhölzer. Holz stellt nicht nur den Lebensraum, sondern auch die einzige Ernährungsgrundlage der Tiere dar. Sie fressen dazu Kammern und ausgedehntere Gangsysteme in das Holz, oft direkt unter der Rinde.
Bei allen Cryptocercus-Arten leben ein Weibchen, ein Männchen und ihr Nachwuchs in einem Galeriesystem zusammen. Gelegentlich kann ein Elterntier, meist das Männchen, fehlen. Der Zusammenhalt wird mit der Geschlechtsreife der Jungtiere aufgelöst. Die jungen Adulti, gelegentlich bereits das letzte Larvenstadium, verlässt die Galerie auf der Suche nach Paarungspartnern und neuem Lebensraum. Diese Form des Zusammenlebens, bei der es nicht zu dauerhaften Vergesellschaftungen kommt, wird im Gegensatz zu den „eusozialen“ Insektenstaaten der Hautflügler und Termiten als „subsozial“ bezeichnet.
Wie bei allen Schaben legt das Weibchen von Cryptocercus seine Eier in ein umhülltes Gebilde, eine sogenannte Oothek. Diese deponiert es innerhalb des Gangsystems. Jedes Weibchen legt während seines Lebens zwei bis vier Ootheken ab, die jeweils etwa 30 bis 40 Eier enthalten. Es gibt dabei nur eine Fortpflanzungsperiode. Die geschlüpften Nymphen suchen die Nähe der Elterntiere, mit denen sie gemeinsame Aggregationen bilden. Gegenseitige Körperpflege (englisch „grooming“) und Fütterung (Trophallaxis) sind verbreitet, wobei die Fütterung nicht Mund zu Mund, sondern über Fraß von ausgeschiedenen  Holzfragmenten am After (Anus) erfolgt. Dieses Verhalten wird als wesentlich für die Übertragung der endosymbiotischen Bakterien und Protozoen angesehen. Überwiegend ernähren sich die Nymphen aber unabhängig voneinander und von den Elterntieren von totem Holz. Vor allem die älteren können damit beginnen, eigene Galerien zu graben. Die jüngeren Nymphenstadien sollen aber in ihrer Ernährung weitgehend von den Elterntieren abhängig sein. Die Entwicklungsdauer der Nymphen ist außerordentlich lang. Die Tiere benötigen fünf Jahre bis zur Geschlechtsreife, in Ausnahmefällen wurden bis zu sieben Jahre beobachtet. Die lange Entwicklungsdauer wird auf den geringen Nährstoffgehalt der Nahrung Holz und die Entwicklungsverzögerung im kalten Winterhalbjahr, gegenüber ihren überwiegend tropischen Verwandten, betrachtet.

## Endosymbionten
Wie die sog. "niederen Termiten" (alle Familien mit Ausnahme der Termitidae) ist Cryptocercus auf endosymbiotische eukaryotische Protozoen, Bakterien und Archaebakterien angewiesen, um die Nahrung Holz aufschließen und verdauen zu können. Dabei erwiesen sich die symbiotischen "Flagellaten" (Einzeller aus dem Stamm Parabasalia und der Ordnung Oxymonadea im Stamm Loukozoa) als nahe verwandt zu denjenigen im Enddarm von Termiten. Dies ist ein starker Hinweis auf die enge Verwandtschaft beider Gruppen. Damit liegt die Vermutung nahe, die besonderen Endosymbionten der Termiten wären bereits bei deren noch nicht in Staaten lebenden ("präsozialen") Stammart vorhanden gewesen, die man sich vielfach sehr ähnlich Cryptocercus in ihrer Lebensweise vorstellt. Dieser Theorie zufolge war die Übertragung der Endosymbionten eine wesentlich Ausgangsbasis für die Evolution des Sozialverhaltens. Zwischen verschiedenen Forschern noch umstritten ist, ob diese bisher rein hypothetische Stammart ausgeprägtes Brutpflegeverhalten besaß. Ansätze zu solchem Verhalten sind bei Crypotocercus erkennbar. Sie fehlen aber bei einer Reihe "niederer" Termiten oder sind zumindest nicht sehr ausgeprägt.

## Verbreitung
Die verschiedenen Cryptocercus-Arten besiedeln drei voneinander räumlich weit getrennte Verbreitungsgebiete: den Osten und den Westen von Nordamerika und ein Areal in Ostasien: Volksrepublik China und ein angrenzendes Gebiet in Russland (Ussuri-Region) und die koreanische Halbinsel, einige Arten vorwiegend in Gebirgszügen. Die asiatischen und amerikanischen Arten gehen vermutlich auf eine gemeinsame Ausgangspopulation zurück, die bei der Spaltung des Urkontinents Laurasia im Miozän und Eozän getrennt wurde.

## Systematik
Über die Stellung der Gattung Cryptocercus gibt es eine wissenschaftliche Kontroverse. Die meisten Autoren stellen für die Gattung die monotypische Familie Cryptocercidae auf, die als Schwestergruppe der Termiten angesehen wird. Diese Platzierung wird durch einige morphologische Merkmale, durch DNA-Analysen (molekulare Stammbäume) und durch die Verwandtschaft der Endosymbionten im Darm der Tiere unterstützt. Der renommierte Forscher Phillipe Grandcolas bestreitet die Eigenständigkeit der Cryptocercidae. Für ihn gehört die Gattung in die Familie Polyphagidae, die heute jedoch zumeist als synonym zur Familie Corydiidae angesehen wird. Grandcolas sieht Cryptocercus nicht in der näheren Verwandtschaft zu den Termiten und begründet dies hauptsächlich mit Details im Bau der Genitalien, einige molekulare Studien stützen seine Sicht. Die übereinstimmende Endosymbiontenfauna erklärt er mit einer späteren Übertragung von einer im selben Lebensraum vorkommenden Termitenart.

Gegenwärtig werden sieben asiatische und zwei nordamerikanische Arten der Gattung allgemein anerkannt. Der Artstatus von drei weiteren, genetisch unterscheidbaren, aber morphologisch extrem ähnlichen Populationen im östlichen Nordamerika wird unterschiedlich gesehen. Ein großer Teil der Arten ist erst nach 1990 beschrieben worden:
- Cryptocercus clevelandi Byers, 1997
- Cryptocercus darwini Burnside, Smith & Kambhampati, 1999
- Cryptocercus garciai Burnside, Smith & Kambhampati, 1999
- Cryptocercus hirtus Grandcolas & Bellés, 2005
- Cryptocercus kyebangensis Grandcolas, 2001
- Cryptocercus matilei Grandcolas, 2000
- Cryptocercus meridianus Grandcolas & Legendre, 2005
- Cryptocercus parvus Grandcolas & Park, 2005
- Cryptocercus primarius Bey-Bienko, 1938
- Cryptocercus punctulatus Scudder, 1862
- Cryptocercus relictus Bey-Bienko, 1935
- Cryptocercus wrighti Burnside, Smith & Kambhampati, 1999